# Kézy László
Kézy László (Mátészalka, 1794 – 1854?) 1848-as nemzetőr őrnagy.

## Életrajza
Mátészalkán született 1794-ben, kisbirtokos nemesi családban. 1848. június 19-től Bihar megyében volt nemzetőr őrnagy, majd július 9-én áthelyezték a debreceni lovas nemzetőrséghez, ahol őt választották a lovasszázad parancsnokává.
Októbertől, a 200 főnyi lovascsapat parancsnoka lett az aradi ostromseregben. 1849 januárjától a tiszai őrvonalon, júliustól a biharpüspöki népfelkelő táborban, majd Korponay ezredes hadosztályában szolgált.
Eddig még nem tisztázott, hogy Világosnál jelen volt-e, vagy már korábban fogságba esett. Az viszont biztos, hogy Nagyváradon bíróság elé állították, majd 1850-ben 8 évi várfogságra ítélték. 1852-ben kegyelmet kapott. 1854-ben halt meg, valószínűleg Mátészalkán, de sírhelyét máig nem sikerült azonosítani.